# Arantxa Castilla-La Mancha
Arantxa Castilla-La Mancha est le nom de scène d'Arantxa Méndez García, une drag queen et podcasteuse espagnole,.

## Jeunesse
Méndez est née le 1er décembre 1997 à Badajoz, dans la municipalité d'Estrémadure, dans le sud-ouest de l'Espagne. Elle grandit dans la petite ville de Jerez de los Caballeros. Elle affirme avoir été victime de discrimination dès son plus jeune âge en raison de son orientation sexuelle et de son expression de genre.
Sa série télévisée préférée lorsqu'elle est enfant est Hannah Montana, dont le principe lui fait écho et lui sert par conséquent d'inspiration à la fois pour son nom de drag et pour son esthétique,. Dans une interview accordée au journal espagnol La Vanguardia, Méndez affirme qu'il n'y a aucun lien entre elle et la communauté autonome de Castille-La Manche, à part un penchant pour le fromage Manchego, affirmant que le travail d'une drag queen est de mentir pour créer une illusion.
Méndez s'installe à Madrid à l'âge de 17 ans pour étudier la communication audiovisuelle. Au cours de sa première année d'études, elle participe à un projet de film de classe dans lequel elle incarne une femme, affirmant que c'est quelque chose qu'elle voulait continuer à faire. C'est également au cours de ses premières années à Madrid qu'elle découvre la culture drag pour la première fois en regardant un spectacle drag présenté par Supremme de Luxe (es).

## Carrière
En 2021, Méndez participe à la première saison de la série de télé-réalité Drag Race España. Après la diffusion de la saison, elle rejoint la tournée nationale Gran Hotel de las Reinas avec d'autres participants de la série. La tournée est animée par Supremme de Luxe et la vedette Paca La Piraña (es).
Après son apparition dans Drag Race, elle travaille comme ambassadrice de la course de talons hauts à la Madrid Pride, et est hôtesse pour la Jerez de los Caballeros Pride, un événement de fierté dans sa ville natale.
Le 13 janvier 2024, il est annoncé qu'elle sera l'une des candidates de la deuxième saison de RuPaul's Drag Race: UK vs. the World. Elle est couronnée Miss Détective dans l'épisode final de la saison.
Méndez anime également un podcast avec sa collègue drag queen Hugáceo Crujiente (es), Mientras Te Hacías El Eyeliner (Pendant que tu mettais ton eye-liner).

## Vie personnelle
Bien qu'initialement identifiée comme non binaire, Méndez fait son coming out en tant que femme trans en décembre 2022,. En 2024, elle est basée à Madrid.

## Controverse
Lors de son apparition dans Drag Race España, Méndez reçoit de vives critiques de la part des téléspectateurs, ce qui lui vaut des insultes et des menaces de mort sur les réseaux sociaux.
En 2022, elle et Hugáceo Crujiente sont impliqués dans une dispute publique avec la drag queen Sagittaria, qui les accusent de mal traiter leurs fans, de ne pas avoir de travail et de mauvaises performances dans leurs spectacles.

## Filmographie

### Télévision
| Année | Titre                               | Rôle      | Crédits    |
| ----- | ----------------------------------- | --------- | ---------- |
| 2021  | Meet the Queens                     | Elle-même | 1 épisode  |
| 2021  | Drag Race España                    | Elle-même | 8 épisodes |
| 2021  | Tras la carrera                     | Elle-même | 1 épisode  |
| 2022  | Maestros de la costura              | Elle-même | 1 épisode  |
| 2024  | RuPaul's Drag Race: UK vs The World | Elle-même | 3 épisodes |